# رودی گوناوان
رودی گوناوان (انگلیسی: Rudy Gunawan؛ زادهٔ ۳۱ دسامبر ۱۹۶۶) بدمینتون‌باز اهل اندونزی است.